# Rashid bin Said Al Maktoum
Rashid bin Saeed Al Maktoum, född 1912, död 7 oktober 1990, var regeringschef i Förenade Arabemiraten från 1979 till sin död 1990, samt emir och regent i Dubai från 1958 till 1990.